# Манол Пейков
Манол Костадинов Пейков е български издател, преводач и политик. Той е собственик и управител на издателство „Жанет 45“, където отговаря за преводната литература.

## Биография
Роден е на 17 юли 1970 г. в Пловдив, в семейството на журналиста Костадин Чонов и поетесата Божана Апостолова. Завършва пловдивската езикова гимназия „Георги Кирков“ през 1989 г. и Американския университет в България с първия му випуск през 1995 г.
Член е на Националния съвет на политическа партия Да, България!. На изборите през април 2021 г. е избран за народен представител в XLV народно събрание от 16-и МИР Пловдив от парламентарната група на Демократична България. На изборите през юли 2021 г. е избран за народен представител в XLVI народно събрание от 16-и МИР Пловдив от парламентарната група на Демократична България.
Манол Пейков е пловдивски общественик, съсобственик на звукозаписно студио „Пекарната“, създател на културно-информационния гид „Програмата Пловдив Инфо“. Превежда поезия и проза, носител е на награда „Пловдив“ за художествен превод, специалната награда на Съюза на преводачите в България (2015) и на националната награда „Христо Г. Данов“ (за превода на „Сърцето ти нося (в сърцето си го нося)” от Е. Е. Къмингс, 2016).
На 1 юни 2024 година регистрираната в обществена полза фондация на Пейков „Манол Пейков и приятели“ купува 2/3 от родната къщата на Димитър Талев в град Прилеп.
Родният квартал на Манол Пейков е Кършияка.